# Lipno (gemeente in powiat Lipnowski)
De gemeente Lipno is een landgemeente in het Poolse woiwodschap Koejavië-Pommeren, in powiat Lipnowski.
De zetel van de gemeente is in Lipno.
Op 30 juni 2004 telde de gemeente 11 185 inwoners.

## Oppervlakte gegevens
In 2002 bedroeg de totale oppervlakte van gemeente Lipno 209,72 km², waarvan:
- agrarisch gebied: 67%
- bossen: 23%

De gemeente beslaat 20,65% van de totale oppervlakte van de powiat.

## Demografie
Stand op 30 juni 2004:
| Omschrijving                   | Totaal | Totaal | Vrouwen | Vrouwen | Mannen | Mannen |
| ------------------------------ | ------ | ------ | ------- | ------- | ------ | ------ |
| eenheid                        | aantal | %      | aantal  | %       | aantal | %      |
| inwoners                       | 11 185 | 100    | 5666    | 50,7    | 5519   | 49,3   |
| bevolkingsdichtheid (inw./km²) | 53,3   | 53,3   | 27      | 27      | 26,3   | 26,3   |

In 2002 bedroeg het gemiddelde inkomen per inwoner 1238,91 zł.

## Administratieve plaatsen (sołectwo)
Barany, Białowieżyn, Biskupin, Brzeźno, Chlebowo, Chodorążek, Głodowo, Grabiny, Huta Głodowska, Ignackowo, Jankowo, Jastrzębie, Karnkowo, Kłokock, Kolankowo, Komorowo, Karnkowskie Rumunki, Krzyżówki, Lipno (Lipno I en Lipno II), Łochocin, Maliszewo, Okrąg, Ostrowite, Ostrowitko, Ośmiałowo, Piątki, Popowo, Radomice, Rumunki Głodowskie, Tomaszewo, Trzebiegoszcz, Wichowo, Wierzbick, Zbytkowo, Złotopole.

## Aangrenzende gemeenten
Bobrowniki, Lipno, Chrostkowo, Czernikowo, Fabianki, Kikół, Skępe, Wielgie